# مارك ساند
مارك ساند (بالألمانية: Marc Sand)‏ (23 يناير 1988 بفيلاخ في النمسا - ) هو لاعب كرة قدم نمساوي في مركز الهجوم. شارك مع منتخب النمسا تحت 17 سنة لكرة القدم ومنتخب النمسا تحت 19 سنة لكرة القدم ومنتخب النمسا تحت 21 سنة لكرة القدم. أما مع النوادي، فقد لعب مع أوستريا فيينا وباير 04 ليفركوزن ودينامو دريسدن ونادي بوخوم ونادي كارنتين وFC Juniors OÖ ‏ وBayer 04 Leverkusen II ‏ ونادي كلاغنفورت وKapfenberger SV ‏ وSK Austria Kärnten ‏ وVfL Bochum II ‏.

## وصلات خارجية
- مارك ساند على موقع قاعدة بيانات كرة القدم.إي يو (الإنجليزية)
- مارك ساند على موقع بيانات كرة القدم. دي إي (الألمانية)